# 3d-schach
1. REDIRECT3D-Schach